# Constantes de Landau
En analyse complexe, les constantes de Landau décrivent le comportement des fonctions holomorphes définies sur le disque unité.

## Définition
Soit F l'ensemble des fonctions holomorphes f sur le disque unité ouvert D et telles que
{\displaystyle f'(0)=1}.
Pour toute fonction f ∈ F, on définit :
- Lf, la borne supérieure des rayons des disques inclus dans l'image de f ;
- Bf, la borne supérieure des rayons des disques qui sont (par f) images biholomorphes d'une partie de D.

La constante de Bloch (en) B et la constante de Landau L sont alors définies par :
{\displaystyle \mathrm {B} =\inf {\{\mathrm {B} _{f}\mid f\in F\}}\quad {\text{et}}\quad \mathrm {L} =\inf {\{\mathrm {L} _{f}\mid f\in F\}}}.
Landau s'est aussi intéressé à la constante A définie par
{\displaystyle \mathrm {A} =\inf {\{\mathrm {B} _{f}\mid f\in F_{\text{inj}}\}}=\inf {\{\mathrm {L} _{f}\mid f\in F_{\text{inj}}\}}}.
où Finj est l'ensemble des fonctions f ∈ F qui sont injectives, donc biholomorphes de D sur f(D).

## Valeurs approchées
Les valeurs exactes de B, L et A ne sont pas connues, mais on sait que B < L < A, et plus précisément :
- {\displaystyle 0{,}4332\approx {{\sqrt {3}} \over 4}+2\times 10^{-4}<\mathrm {B} \leq {\frac {\Gamma \left({\frac {1}{3}}\right)\Gamma \left({\frac {11}{12}}\right)}{{\sqrt {1+{\sqrt {3}}}}\;\Gamma \left({\frac {1}{4}}\right)}}\approx 0{,}4719}[2] ;
- {\displaystyle 0{,}5<\mathrm {L} \leq {\frac {\Gamma \left({\frac {1}{3}}\right)\Gamma \left({\frac {5}{6}}\right)}{\Gamma \left({\frac {1}{6}}\right)}}\approx 0{,}5432}[3] ;
- {\displaystyle 0{,}566<\mathrm {A} <0{,}658}[1],[4].